# Liste der Korporationsverbände
Die Liste der Korporationsverbände ist eine Gesamtaufstellung aller noch existierenden und erloschenen Korporationsverbände von Studenten- und Schülerverbindungen und gliedert sich darüber hinaus nach Ländern.

## Aktive Arbeitsgemeinschaften von Verbänden
| Arbeitsgemeinschaft                                                | Gründungsdatum               | Mitgliedsverbände | Bemerkungen                                                              |
| ------------------------------------------------------------------ | ---------------------------- | ----------------- | ------------------------------------------------------------------------ |
| Arbeitsgemeinschaft akademischer Verbände (AaV)                    | 1972                         | 5                 | Mitglieder sind die Arbeitsgemeinschaft CDA sowie die Verbände CV und KV |
| Arbeitsgemeinschaft Andernach der mensurbeflissenen Verbände (AGA) | 1951 (seit 2008 als „e. V.“) | 6                 | Arbeitsplattform des VAC, WVAC, des AHCC, der DB, der DS und der NeuenDB |
| Arbeitsgemeinschaft katholischer Studentenverbände (AGV)           | 1974                         | 5                 | Mitglieder sind CV, KV, UV, RKDB und TCV                                 |
| Arbeitsgemeinschaft katholischer Verbände Österreichs (AKV)        | 1954                         | 20                | Hier sind nicht nur Korporationsverbände Mitglieder                      |
| Convent Deutscher Korporationsverbände (CDK)                       | 1950                         | 4                 | Mitglieder sind DG, BDIC, WJSC und NeueDB                                |
| Convent Deutscher Akademikerverbände (CDA)                         | 1950                         | 3                 | Mitglieder sind DG, BDIC und SVSC                                        |
| Europäischer Kartellverband (EKV)                                  | 1975                         | 15                | Zusätzlich sind einige verbandsfreie Verbindungen Mitglieder             |

## Aktive Verbände
International bestehen heute über 1.600 Studentenverbindungen mit über 190.000 Mitgliedern nach deutschsprachigem Ursprung. Davon sind fast 1.000 in Deutschland beheimatet.

### Aktive Verbände
Aufgeführt werden hier die aktiven Verbände, d. h. Verbände, die zumindest 2 aktive Altherrenschaften aufweisen.
| Verband                                                                                       | Abk.        | Ausrichtung 1)    | Gründungsdatum | Verbindungen | Verbindungen | Verbindungen 2) nach Land | Verbindungen 2) nach Land | Verbindungen 2) nach Land | Verbindungen 2) nach Land                   | Mitglieder |
| Verband                                                                                       | Abk.        | Ausrichtung 1)    | Gründungsdatum | total        | aktiv        | DE                        | AT                        | CH                        | andere                                      | Mitglieder |
| --------------------------------------------------------------------------------------------- | ----------- | ----------------- | -------------- | ------------ | ------------ | ------------------------- | ------------------------- | ------------------------- | ------------------------------------------- | ---------- |
| Akademischer Ruderbund                                                                        | ARB         | mw, fft, fs       | 1904           | 7            | 4            | 4                         |                           |                           |                                             | 1.100      |
| Akademischer Turnbund                                                                         | ATB         | mw, nf, ns        | 1883           | 41           | 35           | 40                        | 1                         |                           |                                             | 4.500      |
| Allgemeine Deutsche Burschenschaft                                                            | ADB         | m, ft, fs         | 2016           |              | 28           | 28                        |                           |                           |                                             | 3.600      |
| Allgemeiner Pennäler-Ring                                                                     | APR         | schü, m, ft, frs  | 1990           | 14           |              |                           |                           |                           |                                             | ?          |
| Allgemeiner Friedberger Corporations Convent                                                  | AFCC        |                   | 1972           | 8            | 5            | 8                         |                           |                           |                                             | ?          |
| Baltischer Philisterverband                                                                   | B!Ph!V!     |                   | 1951           | 3            | 0            | 3                         |                           |                           |                                             | ?          |
| BDIC – Korporationsverband an deutschen Hochschulen                                           | BDIC        | ft, fs/frs/ns     | 1951           | 16           | 6            | 16                        |                           |                           |                                             | 854        |
| Cartellverband der katholischen deutschen Studentenverbindungen                               | CV          | m, ft, ns, kath   | 1856           |              | 130          | 123                       |                           | 1                         | 6: BE(1), CM(1), FR(1), IT(1), JP(1), PL(1) | 25.000     |
| Coburger Convent der akademischen Landsmannschaften und Turnerschaften                        | CC          | m, ft, ps         | 1868           | 95           | 92           | 91                        | 4                         |                           |                                             | 11.000     |
| Convent der Nautischen Kameradschaften                                                        | CNK         | mw, ft, ns        | 1960           | 6            | 5            | 6                         |                           |                           |                                             | 1.600      |
| Deutsche Burschenschaft                                                                       | DB          | m, ft, fs         | 1881           | 66           | 59           | 39                        | 20                        |                           |                                             | 4.500      |
| Deutsche Gildenschaft                                                                         | DG          | mw, ft, ns        | 1920           | 6            | 3            | 6                         |                           |                           |                                             | ?          |
| Deutsche Sängerschaft (Weimarer CC)                                                           | DS          | m, ft, fs         | 1896           |              | 16           | 16                        |                           |                           |                                             | 3.000      |
| Farbenring Höxter                                                                             | FRH         | mw                | 1925           |              | 4            | 4                         |                           |                           |                                             | ?          |
| Fränkischer Absolven-Convent                                                                  | FAC         | m                 | 1953           |              | 8            | 8                         |                           |                           |                                             | 800        |
| Hambacher Convent                                                                             | HC          |                   | 1997           |              | 4            | 4                         |                           |                           |                                             | ?          |
| Kartellverband Holzminden                                                                     | KVH         | mw                | 1931           |              | 6            | 6                         |                           |                           |                                             | ?          |
| Kartellverband katholischer deutscher Studentenvereine                                        | KV          | m, nf, ns, (kath) | 1865           | 115          | 65           | 113                       | 1                         | 1                         |                                             | 16.400     |
| Kongreß Akademischer Jagdcorporationen                                                        | KAJC        |                   | 1999           |              | 5            | 4                         | 1                         |                           |                                             | ?          |
| Kösener Senioren-Convents-Verband/Verband Alter Corpsstudenten                                | KSCV/VAC    | m, ft, ps         | 1848           | 160          | 114          | 96                        | 16                        | 1                         | 2: HU (1) BE (1)                            | 15.000     |
| Marburger Konvent studentischer Verbindungen                                                  | MK          | m, ft, fs         | 1971           | 6            | 6            | 6                         |                           |                           |                                             | ?          |
| Miltenberger Ring                                                                             | MR          | m, schw, frs      | 1919           | 5            | 4            | 5                         |                           |                           |                                             | 500        |
| Miltenberg-Wernigeroder Ring                                                                  | MWR         | mw, nf, ns        | 1973           |              | 3            | 3                         |                           |                           |                                             | ?          |
| Mittweidaer Senioren Cartell                                                                  | MSC         |                   | 1920           |              | 5            | 5                         |                           |                           |                                             | ?          |
| Mündener Convent forstakademischer Verbindungen                                               | MC          |                   | 1887           |              | 5            | 5                         |                           |                           |                                             | ?          |
| Neue Deutsche Burschenschaft                                                                  | NeueDB      |                   | 1996           |              | 8            | 8                         |                           |                           |                                             | 2.000      |
| Nürnberger Convent technischer Corporationen                                                  | NCTC        |                   | 1922           |              | 5            | 5                         |                           |                           |                                             | ?          |
| Passauer-Senioren-Convent                                                                     | PSC         | mw                | 1921           | 18           | 16           | 18                        |                           |                           |                                             | 850        |
| Pennäler Kartell Baden                                                                        | PKB         | schü              | 1973           |              | 9            | 9                         |                           |                           |                                             |            |
| Präsidialkonvent                                                                              | PK          |                   | 1955           |              | 6            | 6                         |                           |                           |                                             |            |
| Ring Katholischer Deutscher Burschenschaften                                                  | RKDB        | m, ft, ns, (kath) | 1924           | 15           | 3            | 15                        |                           |                           |                                             | 690        |
| Ring Technischer Verbindungen                                                                 | RTV         | mw                | 1951           |              | 6            | 6                         |                           |                           |                                             |            |
| Rotenberger Vertreter-Convent                                                                 | RVC         | mw                | 1951           |              | 12           | 12                        |                           |                           |                                             |            |
| Rudelsburger Allianz                                                                          | RA          |                   | 1990           |              | 13           | 13                        |                           |                           |                                             |            |
| Schwarzburgbund                                                                               | SB          | mw, fft, ns, ch   | 1887           | 37           | 22           | 22                        |                           |                           |                                             | 2.500      |
| Sondershäuser Verband Akademisch-Musikalischer Verbindungen                                   | SV          | mw, nf, ns        | 1867           | 31           | 24           | 23                        | 1                         |                           |                                             | 3.000      |
| Sudetendeutscher Verband Studentischer Corporationen (auch: Veitshöchheimer Convent)          | SVSC        |                   | 1957           |              | 3            | 3                         |                           |                           |                                             |            |
| Technischer Cartell-Verband                                                                   | TCV         | mw, ft, ns, ch    | 1903           |              | 17           | 3                         | 1                         |                           |                                             | 700        |
| Verband der Akademischen Segler-Vereine                                                       | VASV        | mw                | 1904           |              | 10           | 10                        |                           |                           |                                             |            |
| Verband katholischer Ferialverbindungen                                                       | VkFV        |                   | 1897           |              | 2            | 2                         |                           |                           |                                             |            |
| Verband süddeutscher Verbindungen                                                             | VSV         |                   | 1997           |              | 2            | 2                         |                           |                           |                                             |            |
| Wartburg-Kartell Akademisch-Evangelischer Verbindungen                                        | WK          | m, ft, ns, ev     | 1925           | 4            | 1            | 4                         |                           |                           |                                             |            |
| Weinheimer Senioren-Convent/Weinheimer Verband Alter Corpsstudenten                           | WSC/WVAC    | m, ft, ps         | 1863           |              | 59           | 59                        |                           |                           |                                             | 9.200      |
| Wernigeroder Jagdkorporationen Senioren-Convent                                               | WJSC        | m, ft, fs/frs/ns  | 1922           | 17           | 13           | 17                        |                           |                           |                                             | 1000       |
| Akademische Gildenschaft in Österreich                                                        | AGÖ         |                   | 1923           |              | 3            |                           | 3                         |                           |                                             |            |
| Akademischer Bund Katholisch-Österreichischer Landsmannschaften                               | KÖL         | m, ft, ns, kath   | 1933           |              | 9            |                           | 9                         |                           |                                             |            |
| Akademischer Turnbund in Österreich                                                           | ATBÖ        | mw, nf, ns        | 1883           |              | 5            |                           | 5                         |                           |                                             |            |
| Conservativer Delegierten Convent der fachstudentischen Burschenschaften in Österreich        | CDC         | m, ft, ps         | 1909           |              | 4            |                           | 4                         |                           |                                             |            |
| Deutsche Burschenschaft in Österreich                                                         | DBÖ         | m, ft, ps         | 1952           |              | 16           |                           | 16                        |                           |                                             |            |
| Kartellverband katholischer nichtfarbentragender akademischer Vereinigungen Österreichs       | ÖKV         | m, nf, ns, (kath) | 1933           | 14           | 8            |                           | 14                        |                           |                                             |            |
| Mittelschüler-Kartell-Verband                                                                 | MKV         | schü, m, ft, ns   | 1933           |              | 160          |                           | 160                       |                           |                                             | 20.000     |
| Österreichischer Cartellverband                                                               | ÖCV         | m, ft, ns, kath   | 1933           |              | 50           |                           | 49                        |                           | 1: IT (1)                                   | 13.000     |
| Österreichischer Pennäler Ring                                                                |             | schü, m, ft, ps   | 1952           | 190          | 54           |                           | 54                        |                           |                                             | ?          |
| Ring Katholisch Akademischer Burschenschaften                                                 | RKAB        | m, ft, ns, (kath) | 1965           | 5            | 2            |                           | 5                         |                           |                                             |            |
| Seniorenconvent pennaler Landsmannschaften                                                    | SCPL        | schü, ns          | 2001           |              | 4            |                           | 4                         |                           |                                             |            |
| Verband der akademischen Fliegergruppen Österreichs                                           | VERAFLIEG   |                   | 1957           |              | 4            |                           | 4                         |                           |                                             |            |
| Verband farbentragender Mädchen                                                               | VfM         | w, ft, ns, ch     | 1988           |              | 12           |                           | 12                        |                           |                                             | 300        |
| Vereinigung christlicher farbentragender Studentinnen in Österreich                           | VCS         | w, ft, ns, ch     | 1992           |              | 8            |                           | 8                         |                           |                                             |            |
| Vertretertag akademischer Korporationen                                                       | VTaK        |                   | 2001           |              | 13           |                           | 13                        |                           |                                             |            |
| Bremgartenkartell                                                                             | BK          |                   | 1920           |              | 11           |                           |                           | 11                        |                                             |            |
| Convent freischlagender Corporationen                                                         | CFC         |                   | 2002           |              | 2            |                           |                           | 2                         |                                             |            |
| Falkensteinerbund                                                                             | FB          | ft, ns, ch        | 1888           | 4            | 4            |                           |                           | 4                         |                                             | 800        |
| Kartell Schweizerischer Kantonsschüler- und Gymnasialturnvereine                              | KTV-Kartell |                   | 1886           |              | 3            |                           |                           | 3                         |                                             |            |
| Kyburgia-Kartell                                                                              | K           |                   | 1957           |              | 4            |                           |                           | 4                         |                                             |            |
| Schweizer Kartell Industria                                                                   | SKI         |                   | 1859           |              | 5            |                           |                           | 5                         |                                             |            |
| Schweizerische Akademische Turnerschaft                                                       | SAT         |                   | 1885           |              | 3            |                           |                           | 3                         |                                             |            |
| Verband der Renaissance-Gesellschaften katholischer Akademiker an schweizerischen Hochschulen | VR          |                   | 1916           |              | 4            |                           |                           | 4                         |                                             |            |
| Bund Chilenischer Burschenschaften                                                            | BCB         |                   | 1966           |              | 5            |                           |                           |                           | 5: CL (5)                                   |            |
| Comité Inter Regional de Namur                                                                | CIR         |                   | 1981           |              | 10           |                           |                           |                           | 10: BE (10)                                 |            |
| Katholiek Vlaams Hoogstudenten Verbond                                                        | KVHV        | mw, ns, (kath)    | 1902           |              | 7            |                           |                           |                           | 7: BE (7)                                   |            |
| Nationalistische Studentenvereniging                                                          | NSV         |                   | 1981           |              | 6            |                           |                           |                           | 6: BE (6)                                   |            |
| Ordo Academicus Burgundiensis                                                                 | OAB         |                   | 1998           |              | 5            |                           |                           |                           | 5: BE (5)                                   |            |
| Präsidenkonvent                                                                               | P!K!        |                   | 1919           |              | 23           |                           |                           |                           | 23: LV (23)                                 | 10.000     |

### Verbandsähnliche Studentenverbindungen
Hier werden verbandsähnliche Studentenverbindungen aufgeführt, welche sich zwar als Studentenverbindung sehen, aber in sogenannten Sektionen an verschiedenen Städten auftreten. Häufig liegt diese abweichende Entwicklungweise dieser Studentenverbindungen an der relativ späten Gründungszeit, da man zu diesem Zeitpunkt nicht auf genügend, bereits existierende und gleichgesinnte Verbindungen an mehreren Uni-Standorten zurückgreifen konnte. Dies führte häufig dazu, dass sich zunächst eine Kernverbindung gründete, welche sich dann an andere Unis ausweitete.
| Verband                                                                           | Abk.      | Ausrichtung 1)    | Gründungsdatum | Sektionen | Sektionen | Sektionen 2) nach Land | Sektionen 2) nach Land | Sektionen 2) nach Land | Sektionen 2) nach Land | Mitglieder |
| Verband                                                                           | Abk.      | Ausrichtung 1)    | Gründungsdatum | total     | aktiv     | DE                     | AT                     | CH                     | andere                 | Mitglieder |
| --------------------------------------------------------------------------------- | --------- | ----------------- | -------------- | --------- | --------- | ---------------------- | ---------------------- | ---------------------- | ---------------------- | ---------- |
| Berg- und Hüttenmännischer Verein                                                 | BuH       | mw, nf, ns        | 1861           | 4         | 4         | 4                      |                        |                        |                        | 497        |
| Süddeutsches Kartell                                                              | SK        | m, ft, ps         | 1861           |           | 6         | 6                      |                        |                        |                        |            |
| Verband der Vereine Deutscher Studenten – Kyffhäuserverband                       | VVDSt-KV  | m, nf, ns         | 1881           |           | 38        | 33                     | 5                      |                        |                        | 4.000      |
| Verband der Wissenschaftlichen Katholischen Studentenvereine Unitas               | UV        | m-w, nf, ns, kath | 1855           |           | 38        | 38                     |                        |                        |                        | 7.900      |
| Wingolfsbund                                                                      | WB        | m, ft, ns, ch     | 1844           | 57        | 34        | 32                     | 1                      |                        | 1: EE (1)              | 4.300      |
| Unitas-Verband der wissenschaftlichen katholischen Studentenvereine in Österreich | UVÖ       | m-w, nf, ns, kath | 1855           | 3         | 0         |                        | 3                      |                        |                        |            |
| Schweizerische Studentenverbindung Helvetia                                       | H         | m, ft, s/ns       | 1832           |           | 5         |                        |                        | 5                      |                        | 660        |
| Schweizerischer Studentenverein                                                   | Schw. Stv | mw, ft            | 1841           |           | 57        | 1                      | 1                      | 54                     | 1: IT (1)              | 7.600      |
| Schweizerischer Zofingerverein                                                    | Z         | m, ft, ns         | 1819           |           | 13        |                        |                        | 13                     |                        | 2.442      |
| Société d’Étudiants de Belles-Lettres                                             | SBL       | mw, m, ft, ns     | 1806           | 6         | 4         |                        |                        | 5                      | 1: BE (1)              |            |
| Société Stella Helvetica                                                          | SSt       |                   | 1863           |           | 3         |                        |                        | 3                      |                        |            |

## Erloschene Verbände

### Arbeitsgemeinschaften von Verbänden
- Gemeinschaft Studentischer Verbände (GStV), 1935–1935, 20 Dachverbände (Nachfolger der Nationalsozialistischen Gemeinschaft corpsstudentischer Verbände)
- Hochschulpolitische Arbeitsgemeinschaft studentischer Verbände (Hopoag), 1932–1933
- Arbeitsgemeinschaft katholischer Studentenverbände (AkStV), 1969–1974, x (Nachfolger ist die AGV)
- Nationalsozialistische Gemeinschaft corpsstudentischer Verbände (NSGCV), 1934 (?)-1935, x Dachverbände
- Verband der Deutschen katholischen Studentenbünde, 1905 – etwa 1914, x Dachverbände

### Verbände mit Verbindungen in mehreren Ländern
- Akademische Fliegergruppe (Akaflieg), 1920- kurz vor dem 2.WK, spätere Wiedergründung in 1951 als Interessengemeinschaft Deutscher Akademischer Fliegergruppen e. V. (Idaflieg) hat keine korporationsähnlichen Strukturen

- Akademischer Fliegerring (AFR), 1924–1935, 12
- Allgemeiner Deputierten-Convent (ADC), 1881–1902 (1902 in Deutsche Burschenschaft umbenannt)
- Allgemeiner Landsmannschafter Convent auf der Marksburg (ALC), 1904–1919, 19 (alle noch bestehenden Landsmannschaften gehen in die DL)
- Allgemeiner Landsmannschafts-Convent (LC), 1868–1877, 15 (Mitgliedsbünde gründeten später den Coburger LC; Vorläufer des CC)
- Allgemeine Deutsche Burschenschaft (ADB), 1818–1819, x (Ur-Vorläufer der DB)
- Allgemeiner Deutscher Burschenbund (ADB), 1883–1934, x (Konkurrenzverband zum ADC, 1934 in der DB aufgegangen)
- Arnstädter Verband Mathematischer und Naturwissenschaftlicher Vereine an Deutschen Hochschulen (AV), 1868–1933, 22 (schloss sich 1910 dem DWV an)
- Arnstädter Landsmannschafter-Convent (ALC), 1898–1908, 12 (aus dem Coburger LC ausgetretene Landsmannschaften; ging 1908 in der DL auf)
- Auerbacher Landsmannschafts-Senioren-Convent (ALSC), 1895–1899, 6
- Bamberger Chargierten-Convent der Wehrschaften an den Kunsthochschulen des Deutschen Reiches und Österreichs (Bamberger CC), 1924–1935, 4
- Binger Deputierten-Convent (BDC), 1896–1905, x (ging 1905 in den RVDB auf)
- Bund deutscher Studenten (BdSt), 1953–2004, 8
- Bund Deutscher Studentinnen (BDSt), 1921–1931?, x
- Bund Deutscher akademischer Freischaren, 1908–1926, 6 (schloss sich 1926 der GG an)
- Burschenbunds-Convent (BC), 1919–1980er, 1933: 22
- Cartell technischer Verbindungen (CtV), XXXX-XXXX, x
- Cartell-Verband der Akademischen Turnvereine, 1872–1885, x (ein Teil der Verbindungen schloss sich zum ATB zusammen, die restlichen zum VC, dem heutigen CC)
- Coburger Landsmannschafter Convent (Coburger LC), 1868–1973 und 1882–1908, 15 (benannte sich um in Deutsche Landsmannschaft (DL); Vorläufer des CC)
- Deutsche Landsmannschaft (DL), 1868–1936, 108 (in 1936) (zunächst Allgemeiner Landsmannschafts-Convent, dann ab 1873 Coburger Landsmannschafter Convent; Vorgänger des CC)
- Deutsche Wehrschaft: im Jahr 1814 für kurze Zeit die Bezeichnung der Urburschenschaft
- Deutsche Wehrschaft (DW), 1927–1935, bis 1929: 38 Wehrschaften, danach 21 (wurde 1919 als Teutoburger Vertretertag (TVT) gegründet)
- Deutscher Fachstudentenbund (DFB), XXXX-XXXX, x
- Deutscher Farbenring (DFR), 1925?-XXXX, x (ging im BDIC auf)
- Deutscher Hochschulring (DHR), z. T. auch Hochschulring Deutscher Art (HDA, 1920–? (interkorporativer Zusammenschluss „national“ gesinnter Verbindungen und Freistudenten)
- Deutscher Ring (DR), XXXX-XXXX, x
- Deutscher Verband Akademischer Frauenvereine (DVAF), 1914–1926, x (schließt sich 1926 dem Deutschen Akademikerinnenbund an)
- Delegiertenkonvent akademisch deutscher Ferialverbindungen (FDC), 1897–1918 (Umfasste viele Ferialverbindungen der Donaumonarchie und hatte seinen Sitz in Freistadt)
- Godesberger Verband der Sportschaften an Deutschen Hochschulen (GV), 1926–1934, 11
- Großdeutsche Gildenschaft (GG), 1923–1935?, etwa 30 (um 1930) (Die Mitgliedsverbindungen sind heute in der GG und/oder in der AGÖ organisiert)
- Großdeutscher Gildenring (GGR), XXXX-XXXX, x
- Hechawer Verband der Vereine russischer zionistischer Studenten in den westeuropäischen Ländern. 1912 in Berlin entstanden.[48]
- Hochschulring Norddeutschland (ND), XXXX-XXXX, x
- Ring Akademischer Freischaren (RAF), 1920–1926, x (ging 1926 in der GG auf)
- Ring Evangelischer Deutscher Burschenschaften (REDB), XXXX-XXXX, x
- Ring freiheitlicher Korporationen (RfK), XXXX-XXXX, x
- Rothenburger Verband Akademischer Architektenvereine deutscher Sprache, 1896–1935, 12
- Rothenburger Verband Schwarzer Verbindungen (RVSV), 1908–1933, 12
- Rudelsburger Kartellverband (RKV), 1890–1919, x (Vorläufer der DS))
- Rüdesheimer Deputierten-Convent (RDC), 1900–1905, x (1905 umbenannt in RVDB)
- Rüdesheimer Verband deutscher Burschenschaften (RVDB), 1905–1919, 34 (der RVDB vereinigt sich 1919 mit der Deutschen Burschenschaft (DB))
- Schwarzer Ring (SR), 1929–1933, 7 (fusioniert 1933 mit dem Wernigeroder Verband)
- Verband der Akademischen Sport-Verbindungen, 1920–1933 (fusioniert mit dem Akademischen Turnbund)
- Verband schwarzer schlagender Verbindungen (VssV), XXXX-1919, x (Vorgänger des Miltenberger Rings)
- Verband Zionistischer Verbindungen (VZV), XXXX-XXXX, x
- Vereinigung Deutscher Burschenschaften (VDB), 1991–1997, 3 (Vorläufer der NeuenDB)
- Vereinigung von Landsmannschaften deutscher Hochschulen (VLDH), 1904–1907, x (1907 umbenannt in Allgemeiner Landsmannschafter-Convent auf der Marksburg (ALC))
- Vertretertag der Turnerschaften (VT), XXXX-XXXX, x
- Vertreter-Convent der Turnerschaften (VC), 1872–1951, 90 (die österreichischen Turnerschaften gründeten 1933 den ÖLTC, die deutschen gingen 1951 im CC auf)
- Wachsenburger Landsmannschafter-Convent (WLC), vor 1921 gegründet-XXXX, x
- Wetzlarer Allgemeiner Landsmannschaften-Senioren-Convent (Wetzlarer ALSC), 1867–1875, 9

### Deutsche Verbände
- Akademischer Ingenieur-Verband (AIV), 1899–1933, x
- Akademischer Stenographen Bund (ASB)
- Alte Burschenschaft, 1934–1935, 50
- Baltischer Akademischer Delegierten-Convent (D!C!), XXXX-XXXX, x
- Baltischer Allgemeiner Delegierten-Convent (BADC), XXXX-XXXX, x
- Bund Deutscher Burschenschaften (BDB), vor 1928–1935, 13 (Vorläufer von BDIC)
- Bund Jüdischer Akademiker (BJA), 1906-XXXX, 12 (Stand 1929)
- Bund Jüdischer Akademikerinnen, um 1925 bestehend, 3
- Bund jüdischer Corporationen (BJC), 1901–1914, 13
- Bund katholischer Studentenkorporationen (auch: Würzburger Bund), 1864–1865, 9
- Bund Nürnberger Studenten (BNSt), 1997-2022 (m, ft, frs/ns), hatte max. 9 Mitglieder, 2022 8 Mitglieder, davon 4 aktive Verbindungen bis zur Auflösung
- Bund Zionistischer Korporationen (BZK), 1919–1929, x
- Cartell katholischer Verbindungen an Tierärztlichen Hochschulen (CKV), 1896–1907, 3
- Cartell katholischer Verbindungen an Landwirtschaftlichen Hochschulen (CKV), 1902–1918, 4
- Cartell Technischer Verbindungen Baden (CTV Baden) XXXX-1925 (fusionierte mit anderen zum süddeutschen Ring techn. Verb.)
- Cartell veterinär-medizinischer Vereine, 1890–1896, x
- Cartell veterinär-wissenschaftlicher Vereine, 1890–1896, x
- Cartellverband Akademischer Gustav-Adolf-Vereine
- Chargierten-Convent der veterinärmedizinischen Verbindungen, 1886–1891, 5
- Dessauer Abgeordneten-Convent (DAC), 1890–1897, 3
- Deutsche Hochschul-Burschenschaft (DHB), 1989–1999, 8
- Deutscher Burschen-Ring (DBR), 1957–1964, 8
- Deutsche Ingenieur-Burschenschaft (DIB), 1964–1989, 14
- Deutscher Kartellverband akademisch-naturwissenschaftlicher Vereine, 1885–1895, x
- Deutscher Wissenschafter-Verband (DWV), 1910-x, aktuell nur AHV ohne aktive Verbindungen
- Dornburg-Kartell geisteswissenschaftlicher Verbindungen, 1926–1933, 12
- Ehrenbreitsteiner Vertreter-Convent (EVC), 1930–1934, x (1923 unter dem Namen Hohen-Neuffener-Convent gegründet)
- Eisenacher Convention, 1870–1872, 15
- Eisenacher Deputierten-Convent (EDC), 1874–1881, 34,
- Eisenacher Kartell akademisch-theologischer Vereine (EK), 1874–1928, x (ging im Eisenach-Leipziger Kartell evangelisch-theologischer Verbindungen auf)
- Eisenach-Leipziger Kartell evangelisch-theologischer Verbindungen, 1928–1935, x
- Freier Burschenschafter-Convent zu Hohenstaufen, kurz: Hohenstaufenbund (FBC zu Hohenstaufen), XXXX-1931, x (Verbindungen gingen nach dem Zweiten Weltkrieg in den BDIC)
- Friedberger Deputierten Convent (FDC), 1921-193X, 4
- Friedrichsruher Waffenring (FWR), 1924–193X, x (1951 hat der FWR den BDIC mitgegründet)
- Fuldaer Vertreter-Convent (FVC), 1883–1900, 9
- Gemeinschaft Studentischer Verbände (GStV)
- Goslarer Chargierten-Convent (GCC), 1882–1891, 19
- Goslarer Kartellverband naturwissenschaftlicher und medizinischer Vereine an deutschen Hochschulen (Goslaer Verband), 1895–1921, 11 (ging im DWV auf)
- Goslarer Vertreter-Convent (GVC), 1903–1908, 3
- Gothaer Ersten-Convent (Gothaer EC), 1881–1885, 12
- Göttinger Blasenconvent (Göttinger BC, später: Ersten-Convent (EC)), 1861–1881, 9 (ging 1881 im Gothaer EC auf)
- Göttinger Kartell wissenschaftlicher Verbindungen an deutschen Hochschulen (GK), 1920–1926 (trat dem DWV bei)
- Hildburghäuser Chargen Convent (HCC), XXXX-1930, 10
- Hildburghäuser Landsmannschaft Convent (HLC), 1934-XXXX, x
- Hildburghäuser Senioren Convent (HSC), 1931-XXXX, x
- Hochland-Verband der katholischen neudeutschen Verbindungen (HV), 1917-XXXX, 18 (ist nach dem Zweiten Weltkrieg im Quickborn-Hochschulring aufgegangen)
- Hohen-Neuffener-Convent, 1923–1930, x (1930 umbenannt in Ehrenbreitsteiner Vertreter-Convent)
- Kartell Akademischer Jagdverbindungen, 1924–1927, x (Vorläufer des WJSC)
- Kartell Akademischer Jagdvereine, 1922–1924, x (1924 umbenannt in Kartell akademischer Jagdverbindungen)
- Kartell akademischer Seglervereine, 1904–1935, 3 (nach dem Zweiten Weltkrieg als VASV wiedergegründet)
- Kartell der Akademischen Orchestervereinigungen (KAO), 1912-XXXX, 5 (zuletzt 1925 nachweisbar)
- Kartell Jüdischer Korporationen (KJK), 1915–1919, 3
- Kartell Jüdischer Verbindungen (KJV), 1914–1933, 20 (Fusioniert aus BJC und KZV)
- Kartell katholisch-süddeutscher Studentenvereine (SKV), 1881–1920, 7 (aufgegangen im KV)
- Kartell pharmazeutischer Korporationen, 1881–1912, 3
- Kartell zionistischer Verbindungen (KZV), 1906–1914, 3 (mit dem BJC fusioniert zum KJV)
- Kartell-Convent (Kartellconvent jüdischer farbentragender Verbindungen, KC), 1894–1933, 14 (1884–1896 als Kartell-Convent jüdischer Corporationen)
- Kartellverband rechts- und staatswissenschaftlicher Vereine an deutschen Hochschulen, 1887–1908, 5
- Karthäuser Deputierten-Convents-Verband (KDCV), 1921–1925, 14 (Verbindungen gingen nach dem Zweiten Weltkrieg in den BDIC)
- Kasseler Vertreter-Convent, 1931–1935, x (Verbindungen gingen nach dem Zweiten Weltkrieg in den BDIC)
- Katholischer Deutscher Verband farbentragender Studentenkorporationen (KDV), 1893–1911, 8, (1911 aufgegangen im CV)
- Kösener Delegierten-Convent (KDC), 1863–1882 (hieß zuerst Rudelsburger Convent), 10
- Leipziger Kartell Theologischer Studentenvereine an deutschen Hochschulen (LK), 1891–1928, 11 (trat dem DWV bei; fusionierte mit dem Eisenacher Kartell akademisch-theologischer Vereine zum Eisenach-Leipziger Kartell evangelisch-theologischer Verbindungen)
- Leipziger Verband Theologischer Studentenvereine auf deutschen Hochschulen (1919 umbenannt in Leipziger Kartell Theologischer Studentenvereine an deutschen Hochschulen)
- Leuchtenburgbund historischer und staatswissenschaftlicher Verbindungen an deutschen Hochschulen (LB), 1887–1926, 8 (ging 1926 im Dornburg-Kartell geisteswissenschaftlicher Verbindungen auf)
- Leuchtenburg-Verband der evangelisch-lutherischen Studentenvereine Philadelphia (LV), 1909–1936, 6 (als Altherrenvereinigung 1952 wiedergegründet)
- Lichtenfelser Chargierten-Convent (LCC), 1911–1922, x
- Miltenberger Ring (MR), 1919–1975, 7 (ging 1975 im MWR auf, 1999 wiedergegründet)
- Mündener Vertreter-Convent (MVC), 1903–1919, 9, (ging 1919 im RVSV auf)
- Mylauer Convents-Verband (MCV), XXXX-XXXX, x
- Nauheimer Deputierten Convent (NDC), ab 1920 Nauheimer Vertreter Convent (NVC) 1919-1924, 6
- Naumburger Delegierten-Convent (Naumburger D.C.), 1922-XXXX, x (gegründet 1882 als Verband der akademisch-landwirtschaftlichen Vereine an deutschen Hochschulen
- Naumburger Kartellverband philologisch-historischer Vereine (NKV), 1880–1920, 13 (fusionierte mit dem WKV zum GK, das wiederum in den DWV ging)
- Naumburger Senioren-Convent Akademisch-Landwirtschaftlicher Korporationen an deutschen Hochschulen (NSC), 1882–1935, 20 (gegründet als Verband der akademisch-landwirtschaftlichen Vereine an deutschen Hochschulen schließt sich 1935 dem WSC an)
- Niedersächsischer Senioren-Convent, 1920–1922, 4
- Niederwald Deputierten-Convent Verband der deutschen Burschenschaften an Technischen Hochschulen (NDC), 1889–1896, x
- Nürnberger Senioren-Convent (NSC), 1955-XXXX, 2?
- Reichsbund Deutscher Fachschulkorporationen (RDFC), 1934-XXXX, x (ging aus dem Ehrenbreitsteiner Vertreter-Convent (EVC) hervor)
- Ring Deutscher Ingenieurscorporationen (RDI), 1949–1951, (ging aus dem Friedrichsruher Waffenring (FWR) hervor und gründete 1951 den BDIC)
- Ring-Kartell Deutscher Burschenschaften (RKDB), Name des Ring Katholischer Deutscher Burschenschaften zwischen 1935 und 1938
- Ring technischer Verbindungen Mitteldeutschlands (RTVM), XXXX-XXXX, x
- Ring wissenschaftlicher katholischer deutscher Studentenverbindungen (RV), 1924–1926, mindestens 5 (nennt sich 1926 um in RKDB)
- Rothenburger Ersten-Convent, XXXX-1919, x (ging 1919 im RVSV auf)
- Rudelsburger Convent erster Name des Kösener Delegierten-Convent
- Rüdesheimer Kartell (RK), 1927–1933, x (von aus dem SB ausgetretenen Burschenschaften gegründetes Kartell mit Freundschaftsabkommen zum VDB)
- Rudolstädter Senioren-Convent (RSC), 1873–1935, 51 (löste sich 1935 auf; einige Corps schließen sich 1935 dem WSC an)
- Schmalkaldener Kartell evangelischer theologischer Verbindungen (KATV), 1928–1935, 15 (als Eisenach-Leipziger Kartell evangelisch-theologischer Verbindungen gegründet; trat 1933 aus dem DWV aus, dem es seit der Gründung angehörte)
- Schwarzburger Verein, 1852–1855, 3 (Vorläufer des SB)
- Starkenburger Cartellverband, 1897–1901, 3 (heute alle im CV)
- Süddeutscher Ring technischer Verbindungen, 1925-XXXX
- Teutoburger Chargierten-Convent (TCC), 1897–1907, 3 (ging aus dem DAC hervor)
- Teutoburger Deputierten-Convent (TDC), 1907–1913, 6
- Teutoburger Vertretertag (TVT), gegründet 1919, (1927 umbenannt in Deutsche Wehrschaft (DW))
- Verband der akademisch-landwirtschaftlichen Vereine an deutschen Hochschulen, 1882–1922, 8 (1922 umbenannt in Naumburger Delegierten-Convent (Naumburger D.C.)
- Verband farbentragender Akademisch-Landwirtschaftlicher Vereinigungen auf deutschen Hochschulen, 1904-XXXX, 3
- Verband Katholischer Studentenvereine (VKSt), 1898–1905, 4 (heute im CV)
- Verband Deutscher Burschen (VDB), 1920–1935, 26 (die Mitgliedsbünde gründeten nach dem Zweiten Weltkrieg den DBR)
- Verband Katholischer Deutscher Studentinnenvereine (VKDSt), 1913–1933, 22 (Nachfolgeverband ist der 1952 gegründete BkdA)
- Verband Katholischer Studentenvereine (VKSt), 1898–1905, 4 (diese gingen 1905 in den CV)
- Verband Literarischer Vereinigungen an deutschen Hochschulen, 1912-XXXX, 3
- Verband schwarzer schlagender Verbindungen (VssV), 1909–1919, 3 (wandelte sich zum Miltenberger Ring)
- Verband veterinär-medizinischer und veterinär-wissenschaftlicher Vereine Deutschlands, 1896–1898, 5
- Verbindungsring Holzminden, 1923–1925, x (die Verbindungen gingen 1925 in den DFR)
- Wachsenburger-Landsmannschafter-Convent (WLC), XXXX-1938, x (Verbindungen gingen nach dem Zweiten Weltkrieg in den BDIC)
- Waltershäuser Verband (Waltershäuser BC), 1866–1868, 7 (Nachfolgeverband ist der Gothaer EC)
- Weimarer Kartellverband Philologischer Verbindungen an deutschen Hochschulen (WKV), 1879–1920, 9 (fusionierte 1920 mit dem NKV zum GK, das wiederum in den DWV ging)
- Weimarer Cartellverband der studentischen Reformvereine (WCV), 1872–1877, 10
- Weimarer Verband der deutschen Sängerschaft (Weimarer VDS; ehemalige Bezeichnung der DS)
- Wernigeroder Jagdkorporationen Senioren-Convent
- Wernigeroder Schwarzer Ring (WSR), 1933–1935, x (entstanden aus der Fusion von WV und SR)
- Wernigeroder Schwarzer Verband (WSV), 1952–1973, 9 (hervorgegangen aus dem WSR; fusionierte 1973 mit dem Miltenberger Ring zum Miltenberg-Wernigeroder Ring, aus dem später einige Bünde austraten, um den Miltenberger Ring zu rekonstituieren.)
- Wernigeroder Verband (WV), 1921–1933, 7 (fusionierte 1933 mit dem SR zum WSR)

### Österreichische Verbände
- Allgemeinen Delegierten-Convent (ADC), 1952–1959, x
- Burschenschaft der Ostmark (BdO), 1907–1919 und 1933–1938, 46
- Delegiertenconvent Europäischer Corporationen (DCEC), XXXX-XXXX, 3 (Mitgliedsverbindungen heute zum Teil im Wiener SC)
- Deutsche Gildenschaft Österreichs (DGÖ), xxxx-1923, x
- Cartellverband der deutschen katholisch-österreichischen Studentenkorporationen, 1900–1906, 5
- Melker Delegierten-Convent (Melker DC), 1874–1891, x
- Österreichischer Landsmannschafter- und Turnerschafter-Convent 1933–1992, 6 Vereine; im Jahr 1992 ging der ÖLTC als Arbeitsgemeinschaft im Coburger Convent auf
- Salzburger Delegierten Convent der ingenieurstudentischen Burschenschaften (SDC), 1961–1989, 6
- Senioren-Convent Wiener zionistischer Korporationen (SCWzK), XXXX-XXXX, x
- Waidhofener Verband der wehrhaften Vereine deutscher Studenten in der Ostmark (WV), 1890–1938, 23+ (Nachfolger sind der Verband Akademischer Vereine in Österreich und der Bund deutscher Studenten)
- Wiener Senioren-Convent (Verband liberaler Corps) (WSC), XXXX – etwa 1988, 2
- Wiener Senioren-Convent (Verband der legitimistischen pennalen Corps) (Wiener SC), 1920–1938, 6?
- Wiener Senioren-Convent (1990er) (Wiener SC) ging aus dem DCEC hervor, seit den 1990er, 5?, laut cousin.de vermutlich erloschen
- Vereinigung Akademischer Verbindungen in Österreich (VAV), seit 1983, kein Nachweis gefunden

### Schweizerische Verbände
- Aarburger Kartellverband, 1876–1884, x
- Aarburger Senioren-Convent (ASC), 1884–1971, x
- Abstinente Schweizerische Burschenschaft (ASB), 1910-xxxx, x
- Kartell Jüdischer Verbindungen in der Schweiz (KJV), um 1900–um 1928, 4
- Oltener Kartell-Verband (OKV), XXXX-XXXX, x
- Schweizerischer Hochschul-Convent (SHC), 1938–1939[49]

### Nationale Verbände in anderen Ländern
- Bund der böhmerländischen Freischaren in der GG (BbF), 1918-XXXX, x
- Sudetendeutscher Cartellverband (SCV), 1933–1938, 6 (heute CV oder ÖCV)
- Delegiertenconvent Chilenischer Burschenschaften (DCCB), 1959–1966, 4 (1966 in BCB umbenannt)
- Keresztény Diákegyesülletek Kartellszövetsége (KEDEX), 1994–2012
- Verband der sudetendeutschen Burschenschaften, 1933–1938, x
- Verband der Vereine Deutscher Hochschüler in Polen (VVDH), 1926–1939, x
- Prager Senioren-Convents-Verband (HPSCV), 1933–1938